# Roger Klinth
Roger Klinth, född 1964, är en svensk barndomsforskare och rektor och VD vid Ersta Sköndal Bräcke högskola från 2019. Han utsågs till vicerektor vid Linköpings universitet 2016 och till prorektor 2017. Hans forskningsområde är familjepolitik med fokus på pappaledighet.